# Ройу, Жак Корантэн
Жак Корантэн Ройу (фр. Jacques Corentin Royou; 1745—1828) — французский историк и писатель.
Во время революции был сотрудником роялистских журналов; 18 фруктидора отправлен в ссылку; во время империи был адвокатом, после реставрации — цензором. Составил ряд полезных компиляций:
- «Histoire ancienne» (1802),
- «Histoire romaine» (1806),
- «Histoire des empereurs romains» (1808),
- «Histoire du Bas-Empire» (1813),
- «Histoire de France» (1819);

последняя написана в духе антиклерикального монархизма. Две трагедии Ройу — «Phocion» (1817) и «La mort de César» (1825) — потерпели полную неудачу.
Его брат, аббат Тома-Мари Ройу (1741—1792), написал: «Monde de verre» (1780, критика Бюффона), «Mémoire pour m-me de Valory» (1783), «Etrennes aux beaux-esprits» (1785).
Их родственник Фредерик Ройу (умер около 1825 г.) написал ряд политических брошюр.